# Hapithus
Hapithus är ett släkte av insekter. Hapithus ingår i familjen syrsor.

## Dottertaxa tillHapithus, i alfabetisk ordning[1]
- Hapithus acutus
- Hapithus agitator
- Hapithus aigenetes
- Hapithus akation
- Hapithus annulicornis
- Hapithus aphaeretos
- Hapithus auditor
- Hapithus aztecus
- Hapithus bellus
- Hapithus brevipennis
- Hapithus cabralense
- Hapithus cantrix
- Hapithus cerbatana
- Hapithus costalis
- Hapithus crucensis
- Hapithus cucurucho
- Hapithus dignus
- Hapithus elisae
- Hapithus emeljanovi
- Hapithus fusiformis
- Hapithus irroratus
- Hapithus kerzhneri
- Hapithus libratus
- Hapithus lucreciae
- Hapithus mabuya
- Hapithus melodius
- Hapithus montanus
- Hapithus mythicos
- Hapithus nablista
- Hapithus nodulosus
- Hapithus onesimos
- Hapithus polymechanus
- Hapithus protos
- Hapithus rolphi
- Hapithus samanense
- Hapithus symphonos
- Hapithus tenuicornis
- Hapithus vagus